# 6664 Tennyo
6664 Tennyo este un asteroid din centura principală de asteroizi.

## Descriere
6664 Tennyo este un asteroid din centura principală de asteroizi. A fost descoperit pe 14 februarie 1993 la Oizumi de Takao Kobayashi. El prezintă o orbită caracterizată de o semiaxă mare de 2,38 ua, o excentricitate de 0,08 și o înclinație de 4,9° în raport cu ecliptica.